# Иов (Тывонюк)
Митрополит Иов (в миру Дмитрий Яковлевич Тывонюк; 6 ноября 1938, Почаев, Волынское воеводство — 1 декабря 2020, Москва) — епископ Русской православной церкви, управлявший Челябинской и Златоустовской епархией (1996—2011; с 2000 года в сане митрополита).

## Биография
Родился в семье крестьян. В начале 1950-х годов стал послушником Свято-Духова скита Почаевской лавры, а затем Балтского монастыря. Учился в Киевской, а после службы в армии — Одесской семинариях, позднее — в Московской духовной академии.

### Начало служения
Принял монашество с именем Иов в Троице-Сергиевой лавре. Кандидатская диссертация иеродиакона Иова (хиротонию совершал будущий патриарх Пимен) была посвящена Успенскому собору лавры.
В 1969 году митрополит Пимен рукоположил Иова в иеромонахи и отправил в Читу. По возвращении Иов поступил в аспирантуру Московской духовной академии и на работу в отдел внешних церковных связей (ОВЦС) Московского патриархата.
В 1974 году возведён в сан игумена. 26 декабря того же года — в сан архимандрита.
3 января 1975 года хиротонисан во епископа Зарайского, викария Московской епархии. Хиротонию в Богоявленском патриаршем соборе совершили патриарх Московский и всея Руси Пимен, митрополиты Киевский Филарет (Денисенко), Тульский Ювеналий (Поярков), архиепископы Волоколамский Питирим (Нечаев), Дмитровский Владимир (Сабодан), епископы Подольский Серапион (Фадеев), Курский Хризостом (Мартишкин).
Тогда же назначен управляющим патриаршими приходами в Канаде и временно в США (1975—1976). Через год вернулся в Советский Союз, став заместителем председателя ОВЦС. Участвовал в подготовке празднования 1000-летия Крещения Руси.
12 марта 1979 года награждён орденом Преподобного Сергия Радонежского III степени.
30 ноября 1988 года определением Священного синода назначен архиепископом Костромским и Галичским.

### Архиерейство в Житомире
В 1989 году переведён в Украинский экзархат, на Житомирскую кафедру, на место епископа Иоанна (Боднарчука), вскоре лишённого архиерейского сана и монашества за раскольническую деятельность. Оказавшись на Украине, Иов критически оценил действия митрополита Филарета и наметил кандидатуру митрополита Владимира на его место. Когда Филарет отказался от обещания созвать Собор архиереев Украины для освобождении его от обязанностей предстоятеля Украинской православной церкви, данного на Архиерейском соборе 1—4 апреля 1992 года, Иов пригласил на встречу в Житомир епископа Онуфрия (Березовского). Несмотря на противодействие Филарета, встреча состоялась. Помимо Онуфрия и Иова, на ней присутствовали митрополит Агафангел, епископы Василий (Васильцев), Сергий (Генсицкий) и Алипий (Погребняк), другие священнослужители и миряне. Участники собрания признали Филарета клятвопреступником и потребовали созыва Собора. Проведённый по поручению Священного синода Русской православной церкви Харьковский собор 27—28 мая 1992 года низложил Филарета, и митрополитом был избран Владимир.

### Архиепископ Одинцовский
5 октября 1994 года назначен архиепископом Одинцовским, викарием Московской епархии.
24 ноября 1994 года решением Священного Синода Русской православной церкви назначен временным исполняющим обязанности директора созданного тогда же Издательства Московской Патриархии.
17 июля 1995 года решением Священного Синода освобождён освободить от должности и. о. директора Издательства Московской Патриархии.

### Архиерейство в Челябинске
27 декабря 1996 года назначен архиепископом Челябинским и Златоустовским.
25 февраля 2000 года в Богоявленском соборе в Москве Патриархом Алексием II возведён в сан митрополита.

#### Строительство храмов
Отмечается существенное возрастание числа приходов Челябинской епархии за годы пребывания Иова на Урале. Среди новопостроенных храмов — комплекс Серафима Саровского, храм во имя Святого Симеона Верхотурского в Златоусте, Вознесенская церковь в Магнитогорске, Богоявленская церковь в Еткуле и крупнейший в Челябинске храм Георгия Победоносца. Тем не менее, патриарх Кирилл во время визита в Челябинск отметил «печать старой жизни», лежащую на городе, что связывают с неактивностью Иова в борьбе за храм Александра Невского на Алом поле, где располагается органный зал.

#### Отношения с властями
Отношения Иова с местной властью называют образцовыми. В 2008 г. митрополит был награждён знаком отличия «За заслуги перед Челябинской областью», в 2009 было подписано соглашение о сотрудничестве с Уральским федеральным округом, в 2010 соглашение о социальном партнёрстве с округом в Челябинске подписал патриарх Кирилл. Иов собирался лично отпевать умершего под следствием вице-губернатора Константина Бочкарёва и ходатайствовал о досрочном освобождении бывшего мэра Миасса Владимира Григориади, осуждённого за взяточничество.

#### Конфликты в епархии
По воспоминаниям игумна РПАЦ Прокла, Иов был неприязненно встречен челябинским духовенством, но сумел завоевать авторитет. Одним из его сторонников первоначально был игумен Севастиан (Жатков). Под данным газеты «КоммерсантЪ», архиепископ игнорировал поступавшие обращения, касавшиеся пристрастия Севастиана к педофилии. В конце 1997 г. (согласно Проклу) между Иовом и Севастианом наступило охлаждение. В 1999 г. игумен был арестован, в 2000 — признан виновным и приговорён к тюремному заключению. После освобождения по амнистии присоединился к РПАЦ.
В 2004 году произошёл конфликт между митрополитом и настоятелем магнитогорского храма Ярославом Марчишаком. Ярослав обвинил финансовое руководство храма в хищениях и сформировал новый приходской совет, но был обвинён в прелюбодеянии и лишён статуса благочинного. Скандал вызвал большой резонанс, местные СМИ предсказывали Иову отставку.
В 2007 году епархия начала борьбу с культом чебаркульского подростка Вячеслава Крашенинникова, которая завершилась успехом в 2010, когда Издательский совет Русской православной церкви признал жизнеописание «святого отрока» противоречащим православному вероучению.

### Почисление на покой
22 марта 2011 года митрополит Иов был почислен Синодом на покой по состоянию здоровья. Синод выразил ему глубокую признательность и поблагодарил за многолетние архипастырские труды. Ему было определено проживать в Москве. Назначен почётным настоятелем в храм Ризоположения на Донской.
Скончался 1 декабря 2020 года от осложнений, вызванных коронавирусной инфекцией.

## Награды
- орден св. князя Владимира II степени (1977)
- орден прп. Сергия Радонежского III степени (1979)
- орден прп. Сергия Радонежского I степени;
- орден прп. Сергия II степени (25 февраля 2005) — «во внимание к усердному архиерейскому служению и в связи с 30-летием архиерейской хиротонии»[24]
- орден св. блгв. кн. Даниила Московского II степени.